# Suite Française
Suite Française är en belgisk/kanadensisk/fransk dramafilm från 2014 i regi av Saul Dibb.